# 발로란트 챔피언스 2022 최종 선발전
발로란트 챔피언스 2022 최종 선발전(VALORANT Champions 2022: Last Chance Qualifier)는 발로란트 챔피언스 2022를 위한 최종 선발전(LCQ)이다. 5개 권역에서 총 6팀을 선발한다.

## 개요

### 일정
- 북아메리카 - 8월 7일 ~ 8월 14일
- 남아메리카 - 8월 6일 ~ 8월 14일
- EMEA - 8월 7일 ~ 8월 14일
- 동아시아 - 8월 8일 ~ 8월 14일
- APAC - 8월 1일 ~ 8월 7일

### 진행 방식

#### 북아메리카, EMEA, 동아시아
북아메리카, EMEA, 동아시아 권역 LCQ는 더블 엘리미네이션 방식으로 진행된다. 모든 경기가 3전 2선승제 방식으로 진행, 패자 결승전과 최종 결승전은 5전 3선승제 방식으로 진행된다. 괄호 안 숫자는 일정에 따른 진행 순서이다.
- 승자 대진
  - 승자 8강전 (1) - 진출한 모든 팀이 맞붙는다. 승리 팀은 승자 4강전, 패배 팀은 패자 1라운드에 진출한다.
  - 승자 4강전 (3) - 승자 8강전 승리 팀이 맞붙는다. 승리 팀은 승자 결승전, 패배 팀은 패자 2라운드에 진출한다.
  - 승자 결승전 (5) - 승자 4강전 승리 팀이 맞붙는다. 승리 팀은 최종 결승전, 패배 팀은 패자 결승전에 진출한다.
  - 최종 결승전 (8) - 승자 결승전 승리 팀과 패자 결승전 승리 팀이 맞붙는다. 승리 팀은 발로란트 챔피언스 2022 출전 자격을 획득한다.
- 패자 대진
  - 패자 1라운드 (2) - 승자 8강전 패배 팀이 맞붙는다. 승리 팀은 패자 2라운드에 진출한다.
  - 패자 2라운드 (4) - 승자 4강전 패배 팀과 패자 1라운드 승리 팀이 맞붙는다. 승리 팀은 패자 3라운드에 진출한다.
  - 패자 3라운드 (6) - 패자 2라운드 승리 팀이 맞붙는다. 승리 팀은 패자 결승전에 진출한다.
  - 패자 결승전 (7) - 승자 결승전 패배 팀과 패자 3라운드 승리 팀이 맞붙는다. 승리 팀은 최종 결승전에 진출한다.

#### 남아메리카
남아메리카 권역 LCQ는 더블 엘리미네이션 방식으로 진행된다. 모든 경기가 3전 2선승제 방식으로 진행, 승자 결승전과 패자 결승전은 5전 3선승제 방식으로 진행된다. 괄호 안 숫자는 일정에 따른 진행 순서이다.
- 승자 대진
  - 승자 8강전 (1) - 진출한 모든 팀이 맞붙는다. 승리 팀은 승자 4강전, 패배 팀은 패자 1라운드에 진출한다.
  - 승자 4강전 (3) - 승자 8강전 승리 팀이 맞붙는다. 승리 팀은 승자 결승전, 패배 팀은 패자 2라운드에 진출한다.
  - 승자 결승전 (5) - 승자 4강전 승리 팀이 맞붙는다. 승리 팀은 발로란트 챔피언스 2022 남아메리카 대표 출전 1번 시드 자격을 획득, 패배 팀은 패자 결승전에 진출한다.
- 패자 대진
  - 패자 1라운드 (2) - 승자 8강전 패배 팀이 맞붙는다. 승리 팀은 패자 2라운드에 진출한다.
  - 패자 2라운드 (4) - 승자 4강전 패배 팀과 패자 1라운드 승리 팀이 맞붙는다. 승리 팀은 패자 3라운드에 진출한다.
  - 패자 3라운드 (6) - 패자 2라운드 승리 팀이 맞붙는다. 승리 팀은 패자 결승전에 진출한다.
  - 패자 결승전 (7) - 승자 결승전 패배 팀과 패자 3라운드 승리 팀이 맞붙는다. 승리 팀은 발로란트 챔피언스 2022 남아메리카 대표 출전 2번 시드 자격을 획득한다.

## 북아메리카

### 참가 팀
| 팀명            | 약칭 | 소속 지역  | LCQ 참가 자격                             | 비고 |
| --------------- | ---- | ---------- | ----------------------------------------- | ---- |
| 더 가드         | TG   | 북아메리카 | 2022년 북아메리카 지역 서킷 포인트 3~10위 |      |
| 페이즈 클랜     | FAZE | 북아메리카 | 2022년 북아메리카 지역 서킷 포인트 3~10위 |      |
| 클라우드 나인   | C9   | 북아메리카 | 2022년 북아메리카 지역 서킷 포인트 3~10위 |      |
| 쇼파이 리벨리언 | SR   | 북아메리카 | 2022년 북아메리카 지역 서킷 포인트 3~10위 |      |
| NRG             | NRG  | 북아메리카 | 2022년 북아메리카 지역 서킷 포인트 3~10위 |      |
| 100 씨브즈      | 100T | 북아메리카 | 2022년 북아메리카 지역 서킷 포인트 3~10위 |      |
| 이블 지니어스   | EG   | 북아메리카 | 2022년 북아메리카 지역 서킷 포인트 3~10위 |      |
| 센티널즈        | SEN  | 북아메리카 | 2022년 북아메리카 지역 서킷 포인트 3~10위 |      |

### 결과
| 순위 | 팀명            | 승 | 패 | 득실차 | 결과          | 비고           |
| ---- | --------------- | -- | -- | ------ | ------------- | -------------- |
| 1    |                 |    |    |        | VCT 2022 진출 | 최종 결승전 승 |
| 2    |                 |    |    |        | 시즌 아웃     | 최종 결승전 패 |
| 3    | 페이즈 클랜     | 2  | 2  | -3     | 시즌 아웃     | 패자 결승전    |
| 4    | 클라우드 나인   | 2  | 2  | 0      | 시즌 아웃     | 패자 3라운드   |
| 5    | 센티널즈        | 1  | 2  | 0      | 시즌 아웃     | 패자 2라운드   |
| 6    | NRG             | 1  | 2  | -1     | 시즌 아웃     | 패자 2라운드   |
| 7    | 이블 지니어스   | 0  | 2  | -3     | 시즌 아웃     | 패자 1라운드   |
| 8    | 쇼파이 리벨리언 | 0  | 2  | -4     | 시즌 아웃     | 패자 1라운드   |

## 남아메리카

### 참가 팀
| 팀명               | 약칭 | 소속 지역    | 참가 자격                            | 비고 |
| ------------------ | ---- | ------------ | ------------------------------------ | ---- |
| 닌자스 인 파자마스 | NIP  | 브라질       | 2022년 브라질 지역 서킷 포인트 2~5위 |      |
| 키드 스타즈        | KS   | 브라질       | 2022년 브라질 지역 서킷 포인트 2~5위 |      |
| 퓨리아 e스포츠     | FUR  | 브라질       | 2022년 브라질 지역 서킷 포인트 2~5위 |      |
| TBK e스포츠        | TBK  | 브라질       | 2022년 브라질 지역 서킷 포인트 2~5위 |      |
| KRÜ e스포츠        | KRU  | 라틴아메리카 | 2022년 LATAM 지역 서킷 포인트 2~5위  |      |
| 퓨전               | FS   | 라틴아메리카 | 2022년 LATAM 지역 서킷 포인트 2~5위  |      |
| 이솔로즈 레이저    | EXL  | 라틴아메리카 | 2022년 LATAM 지역 서킷 포인트 2~5위  |      |
| 나인제트 팀        | 9z   | 라틴아메리카 | 2022년 LATAM 지역 서킷 포인트 2~5위  |      |

### 결과
| 순위 | 팀명               | 승 | 패 | 득실차 | 결과          | 비고           |
| ---- | ------------------ | -- | -- | ------ | ------------- | -------------- |
| 1    | KRÜ e스포츠        | 3  | 0  | 6      | VCT 2022 진출 | 승자 결승전 승 |
| 2    |                    |    |    |        | VCT 2022 진출 | 패자 결승전 승 |
| 3    |                    |    |    |        | 시즌 아웃     | 패자 결승전 패 |
| 4    | 키드 스타즈        | 2  | 2  | 0      | 시즌 아웃     | 패자 3라운드   |
| 5    | 닌자스 인 파자마스 | 1  | 2  | 0      | 시즌 아웃     | 패자 2라운드   |
| 6    | 나인제트 팀        | 1  | 2  | -3     | 시즌 아웃     | 패자 2라운드   |
| 7    | 이솔로즈 레이저    | 0  | 2  | -3     | 시즌 아웃     | 패자 1라운드   |
| 8    | 퓨전               | 0  | 2  | -4     | 시즌 아웃     | 패자 1라운드   |

## EMEA

### 참가 팀
| 팀명          | 약칭 | 소속 지역 | 참가 자격                           | 비고 |
| ------------- | ---- | --------- | ----------------------------------- | ---- |
| G2 e스포츠    | G2   | EMEA      | 2022년 EMEA 지역 서킷 포인트 3~10위 |      |
| 길드 e스포츠  | GLD  | EMEA      | 2022년 EMEA 지역 서킷 포인트 3~10위 |      |
| 팀 리퀴드     | TL   | EMEA      | 2022년 EMEA 지역 서킷 포인트 3~10위 |      |
| M3 챔피언스   | M3C  | EMEA      | 2022년 EMEA 지역 서킷 포인트 3~10위 |      |
| 어센드        | ACE  | EMEA      | 2022년 EMEA 지역 서킷 포인트 3~10위 |      |
| BBL e스포츠   | BBL  | EMEA      | 2022년 EMEA 지역 서킷 포인트 3~10위 |      |
| 나투스 빈체레 | NAVI | EMEA      | 2022년 EMEA 지역 서킷 포인트 3~10위 |      |
| OG LDN UTD    | OG   | EMEA      | 2022년 EMEA 지역 서킷 포인트 3~10위 |      |

### 결과
| 순위 | 팀명          | 승 | 패 | 득실차 | 결과          | 비고           |
| ---- | ------------- | -- | -- | ------ | ------------- | -------------- |
| 1    |               |    |    |        | VCT 2022 진출 | 최종 결승전 승 |
| 2    |               |    |    |        | 시즌 아웃     | 최종 결승전 패 |
| 3    | G2 e스포츠    | 3  | 2  | 2      | 시즌 아웃     | 패자 결승전    |
| 4    | OG LDN UTD    | 2  | 2  | 1      | 시즌 아웃     | 패자 3라운드   |
| 5    | 길드 e스포츠  | 1  | 2  | -1     | 시즌 아웃     | 패자 2라운드   |
| 6    | 나투스 빈체레 | 1  | 2  | -3     | 시즌 아웃     | 패자 2라운드   |
| 7    | 어센드        | 0  | 2  | -2     | 시즌 아웃     | 패자 1라운드   |
| 8    | BBL e스포츠   | 0  | 2  | -4     | 시즌 아웃     | 패자 1라운드   |

## 동아시아

### 참가 팀
| 팀명                | 약칭 | 소속 지역 | 참가 자격                              | 비고 |
| ------------------- | ---- | --------- | -------------------------------------- | ---- |
| 마루 게이밍         | MARU | 대한민국  | 2022년 대한민국 지역 서킷 포인트 2~4위 |      |
| DWG KIA             | DK   | 대한민국  | 2022년 대한민국 지역 서킷 포인트 2~4위 |      |
| 온슬레이어스        | ONS  | 대한민국  | 2022년 대한민국 지역 서킷 포인트 2~4위 |      |
| 노셉션              | NTH  | 일본      | 2022년 일본 지역 서킷 포인트 2~4위     |      |
| 크레이지 라쿤       | CR   | 일본      | 2022년 일본 지역 서킷 포인트 2~4위     |      |
| 리젝트              | RC   | 일본      | 2022년 일본 지역 서킷 포인트 2~4위     |      |
| 에드워드 게이밍     | EDG  | 중국      | 중국 사설 토너먼트 1, 2위 초청         |      |
| 케이원 e스포츠 클럽 | KONE | 중국      | 중국 사설 토너먼트 1, 2위 초청         |      |

### 결과
| 순위 | 팀명                | 승 | 패 | 득실차 | 결과          | 비고           |
| ---- | ------------------- | -- | -- | ------ | ------------- | -------------- |
| 1    | 에드워드 게이밍     | 4  | 0  | 9      | VCT 2022 진출 | 최종 결승전 승 |
| 2    | 온슬레이어스        | 4  | 2  | 1      | 시즌 아웃     | 최종 결승전 패 |
| 3    | 노셉션              | 2  | 2  | 0      | 시즌 아웃     | 패자 결승전    |
| 4    | 케이원 e스포츠 클럽 | 2  | 2  | 1      | 시즌 아웃     | 패자 3라운드   |
| 5    | 크레이지 라쿤       | 1  | 2  | -2     | 시즌 아웃     | 패자 2라운드   |
| 5    | 리젝트              | 1  | 2  | -2     | 시즌 아웃     | 패자 2라운드   |
| 7    | DWG KIA             | 0  | 2  | -3     | 시즌 아웃     | 패자 1라운드   |
| 8    | 마루 게이밍         | 0  | 2  | -4     | 시즌 아웃     | 패자 1라운드   |

## APAC

### 참가 팀
| 팀명                    | 약칭 | 소속 지역  | 참가 자격                           | 비고 |
| ----------------------- | ---- | ---------- | ----------------------------------- | ---- |
| 블리드 e스포츠          | BLD  | APAC       | 2022년 APAC 지역 서킷 포인트 3~11위 |      |
| 오닉 e스포츠            | ONIC | APAC       | 2022년 APAC 지역 서킷 포인트 3~11위 |      |
| 붐 e스포츠              | BME  | APAC       | 2022년 APAC 지역 서킷 포인트 3~11위 |      |
| 메이드 인 타일랜드      | MiTH | APAC       | 2022년 APAC 지역 서킷 포인트 3~11위 |      |
| 팀 시크릿               | TS   | APAC       | 2022년 APAC 지역 서킷 포인트 3~11위 |      |
| 팬시 유나이티드 e스포츠 | FU   | APAC       | 2022년 APAC 지역 서킷 포인트 3~11위 |      |
| 그리핀 e스포츠          | GFN  | APAC       | 2022년 APAC 지역 서킷 포인트 3~11위 |      |
| 케르베로스 e스포츠      | CES  | APAC       | 2022년 APAC 지역 서킷 포인트 3~11위 |      |
| 알터 에고               | AE   | APAC       | 2022년 APAC 지역 서킷 포인트 3~11위 |      |
| 오더                    | ORD  | 오세아니아 | 오세아니아 사설 토너먼트 1위 초청   |      |

### 결과
| 순위 | 팀명                    | 승 | 패 | 득실차 | 결과          | 비고           |
| ---- | ----------------------- | -- | -- | ------ | ------------- | -------------- |
| 1    | 붐 e스포츠              | 4  | 0  | 6      | VCT 2022 진출 | 최종 결승전 승 |
| 2    | 오닉 e스포츠            | 4  | 2  | 2      | 시즌 아웃     | 최종 결승전 패 |
| 3    | 블리드 e스포츠          | 2  | 2  | 0      | 시즌 아웃     | 패자 결승전    |
| 4    | 팀 시크릿               | 2  | 2  | -1     | 시즌 아웃     | 패자 4라운드   |
| 5    | 오더                    | 2  | 2  | 1      | 시즌 아웃     | 패자 3라운드   |
| 6    | 메이드 인 타일랜드      | 2  | 2  | -1     | 시즌 아웃     | 패자 3라운드   |
| 7    | 알터 에고               | 1  | 2  | -1     | 시즌 아웃     | 패자 2라운드   |
| 8    | 케르베로스 e스포츠      | 1  | 2  | -3     | 시즌 아웃     | 패자 2라운드   |
| 9    | 그리핀 e스포츠          | 0  | 2  | -2     | 시즌 아웃     | 패자 1라운드   |
| 10   | 팬시 유나이티드 e스포츠 | 0  | 2  | -3     | 시즌 아웃     | 패자 1라운드   |

## 결과
| 권역       | 권역     | 팀명            | 약칭 | 시드 풀 | 비고 |
| ---------- | -------- | --------------- | ---- | ------- | ---- |
| 북아메리카 |          |                 |      |         |      |
| 남아메리카 | 1번 시드 | KRÜ e스포츠     | KRU  |         |      |
| 남아메리카 | 2번 시드 |                 |      |         |      |
| EMEA       |          |                 |      |         |      |
| 동아시아   | 동아시아 | 에드워드 게이밍 | EDG  |         |      |
| APAC       | APAC     | 붐 e스포츠      | BOOM | 3       |      |

## 같이 보기
- 발로란트 챔피언스 2021 최종 선발전